# Unión y Progreso, Puebla
Unión y Progreso är en ort i Mexiko.   Den ligger i kommunen Eloxochitlán och delstaten Puebla, i den sydöstra delen av landet, 250 km öster om huvudstaden Mexico City. Unión y Progreso ligger 1 125 meter över havet och antalet invånare är 296.
Terrängen runt Unión y Progreso är bergig åt sydväst, men åt nordost är den kuperad. Terrängen runt Unión y Progreso sluttar österut. Runt Unión y Progreso är det ganska tätbefolkat, med 100 invånare per kvadratkilometer. Närmaste större samhälle är Zongolica, 17,1 km nordväst om Unión y Progreso. I omgivningarna runt Unión y Progreso växer huvudsakligen savannskog.